# 英溪村
英溪村，是中华人民共和国江西省景德镇市浮梁县峙滩镇下辖的一个村。
英溪村现存传统民居22幢，建筑面积3685平方米，多为徽派建筑，沿英溪河分布。
2012年1月，英溪村公布为江西省第四批历史文化名村。
2012年12月17日，英溪村公布为第一批中国传统村落。
2019年1月21日，浮梁县英溪村公布为第七批中国历史文化名村。

## 文物保护
以下为浮梁县英溪村范围内的江西省文物保护单位：
| 名称                   | 编号 | 类型   | 所在               | 时代 | 图片 |
| ---------------------- | ---- | ------ | ------------------ | ---- | ---- |
| 国学师门楼和青云得路坊 |      | 古建筑 | 浮梁县峙滩镇英溪村 | 明   |      |

其中“青云得路”坊、“国学师”门楼列为省级文物保护单位。村口与村尾有七星石拱桥、联珠合壁石拱桥。